# 联合国
聯合國是一個由世界各主權國家組成的政府間國際組織，致力於促進各國在國際法、國際安全、經濟發展、社會進步、人權、公民自由、政治自由、民主、實現持久世界和平等各方面的國際合作。聯合國成立於第二次世界大戰結束後的1945年，取代國際聯盟以防止戰爭的發生並為各國提供外交平臺。聯合國下設了許多附屬機構以實現其宗旨。聯合國總部設在美国纽约的曼哈頓，並受到治外法權的約束。其他主要辦事處設在日內瓦、內羅畢和維也納。
到2018年中為止，聯合國總共有193個会员国，全球除梵蒂岡城國以外所有无争议的主權國家都是联合国会员国。在聯合國遍布世界的辦事處中，聯合國及其專門機構通過全年舉行定期會議來決定實體和行政議題。聯合國由六大主要機構組成：聯合國大會（主要的審議機構）、安理會（以決定對和平與安全的某些決議）、經濟及社會理事會（以協助促進國際經濟和社會的合作和發展）、秘書處（為聯合國提供所需的研究、資訊和設施）、國際法院（主要的司法機構）以及聯合國託管理事會（當前沒有運作）。其他重要的聯合國機構還有世界衛生組織、世界糧食計畫署和聯合國兒童基金會。聯合國的行政首長是聯合國秘書長。聯合國的經費由會員國分攤和自願捐贈。聯合國現今有六種工作語言，分別為：阿拉伯文、中文、英文、法文、俄文、西班牙文。

## 歷史

1945年，智利代表團在三藩市簽署《聯合國憲章》

### 背景和建立（1945年—1947年）
在联合国建立的之前一个世纪，为了规制国家之间的冲突，许多国际协约组织和会议被建立起来，例如红十字国际委员会和1899年及1907年海牙公约。在第一次世界大战的惨痛损失之后，巴黎和会宣布建立国际联盟以保证国家间的和谐相处。这一组织解决了一些领土争端，并在一些领域建立国际架构，例如邮政、航空、鸦片控制等，其中一些后来被吸纳进联合国的体系中。然而国际联盟对于殖民地（当时占世界人口的一半）的代表權不够，并且诸如美国、苏联、德国和日本在内的列强参与度亦不足。它無法阻止1931年日本对中国的入侵、纳粹德国的扩张、1935年的第二次意大利埃塞俄比亚战争、1937年的日本全面侵华战争，以及最终出现的第二次世界大战。
创立一个新的世界性组织的最初完整构想可以追溯至1939年的美国国务院。美国总统富兰克林·德拉诺·罗斯福首先使用了“联合国”一词，用于描述同盟国家。1942年1月1日，26国政府签订《聯合國共同宣言》，联合国一词得到首次正式使用。1945年4月25日，聯合國國際組織會議在旧金山召开，50国政府及诸多非政府机构参与并起草《联合国宪章》。1945年10月24日，当时的安理会五大常任理事国（中国、法国、苏联、英国和美国）及多数其他签署国（46国）共同批准宪章，联合国正式宣告成立。
1946年1月6日，联合国大会第一次会议（51个国家代表出席）以及安理会在英国伦敦的卫理公会中央礼堂举行。大会选定纽约作为联合国总部，其设施于1952年完工。联合国总部同联合国在日内瓦、维也纳和内罗毕的总部一样，被指定为国际领土。同时，大会还选举挪威外相特吕格韦·赖伊为第一任联合国秘书长。總部完工前，在紐約長島成功湖畔的臨時總部即開始運作，即便後來1971年曾代表中國的中华民国被迫退出，其地位被中华人民共和国取代，以及1991年發生苏联解体，地位被俄罗斯联邦取代。

### 冷战时期（1947年—1991年）

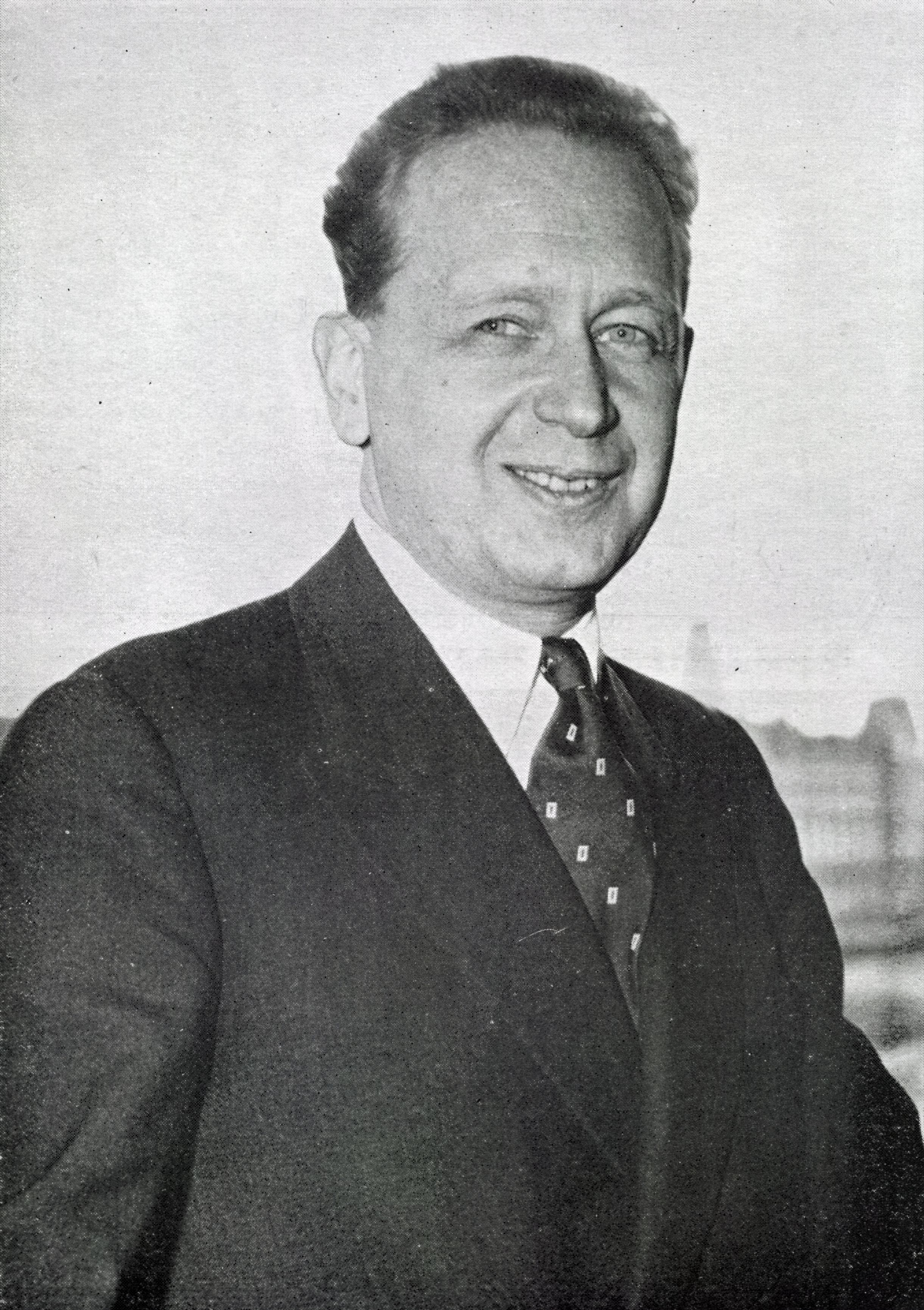
第二任联合国秘书长达格·哈马舍尔德在其任期内相当活跃

虽然维持和平是联合国的主要权力和目的，但是美国和苏联之间的对立却时常导致联合国陷入瘫痪的境地，使其只能对冷战之外的冲突进行介入，例外之一是1950年的安理会决议，授权美国领导同盟军抵抗朝鲜对韩国挑衅行动的大规模反击；该决议在苏联代表缺席（因抵制中华人民共和国被排除在联合国外）的情况下通过。。1947年，联合国大会通过决议，同意分治巴勒斯坦地区，建立以色列国。两年之后联合国官员拉尔夫·本奇调停此后造成的冲突。1956年，联合国第一支维和部队建立起来以应对第二次中东战争；然而，对于同时苏联在1956年革命后对匈牙利的入侵却无能为力。
1960年，联合国部署联合国刚果行动（UNOC）以维持叛乱的加丹加国的秩序，并在1964年将其归于刚果民主共和国治下，这是联合国早年最大规模的军事行动。在前往同叛军首领莫伊兹·冲伯会谈的途中，常被称为是联合国最高效的秘书长的达格·哈马舍尔德在空难中身亡；几个月后他被追授予诺贝尔和平奖。1964年，哈马舍尔德的继任者吴丹部署联合国驻塞浦路斯维和部队，这是联合国历史上持续时间最长的维和任务。
20世纪60年代，随着去殖民化的发展，联合国迎来一批新的独立国家作为其会员；单在1960年就有17个新国家加入联合国，其中有16个来自非洲。1971年10月25日，雖然遭到美国的反对，但在许多第三世界国家的支持下，控制中国大陆的中华人民共和国取代控制台澎金马的中华民国成為安理会的常任理事國，这一投票也被视为是美国在联合国中影响力下降的一大信号。第三世界国家在阿尔及利亚的领导之下建立七十七国集团，这一集团在一段时间内成为联合国中的一股主导力量。1975年，苏联和第三世界国家在美国和以色列的强烈反对之下推动通过决议，宣布锡安主义为种族主义；1991年，在冷战结束之后，这一决议被废止。
在第三世界国家的积极活动和对中东、越南和克什米尔冲突的调停不力，使联合国逐渐将工作重心转移到其次要目标——经济发展和文化交流上。到70年代，联合国的社会和经济发展预算要远远高于其维和预算。

### 冷战后（1991年至今）

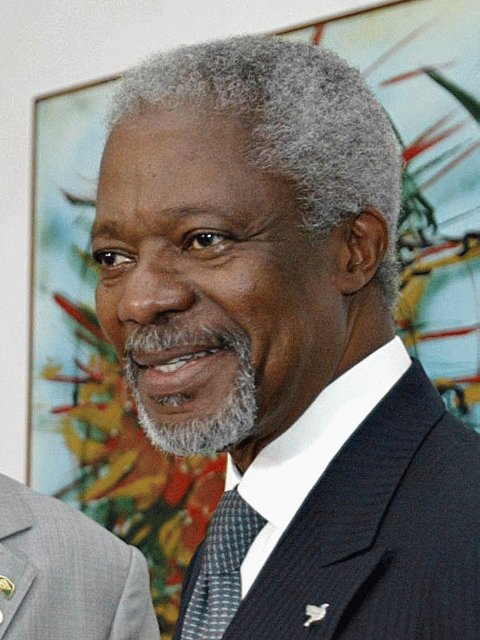
第七任联合国秘书长科菲·安南

冷战结束后，联合国在维和方面有显著的扩展，在十年内的维和行动数量超过过去四十年。在1988年和2000年间，通过的安理会决议数量翻了超过一倍，维和的预算也增加超过十倍。联合国调停结束萨尔瓦多内战，成功进行纳米比亚的维和任务，并监督了南非种族隔离和柬埔寨红色高棉统治之后的民主选举。1991年，联合国授权美国领导的同盟军事行动，击退伊拉克对科威特的入侵。1971年至1985年担任副秘书长的布莱恩·厄克特后来说这些行动的成功为联合国带来一种“虚假复兴”——在之后，联合国的任务变得更为艰难。
联合国宪章原本目的是阻止一个国家对另一个国家的进攻，但在90年代初联合国面临许多同时发生的严重国内危机，包括索马里、海地、莫桑比克和前南斯拉夫。在美国于摩加迪沙之战中损失惨重而撤出之后，联合国在索马里的行动被普遍认为是失败的；而联合国在波黑的行动则因为面对种族清洗显得任务不清和不果决而成为“世界的笑柄”。1994年，联合国卢旺达援助团在安理会无法决断的情况下没能对卢旺达大屠杀进行介入。
在冷战的最后数十年中，联合国受到来自美国和欧洲的批评家的批评，被指管理不善和腐败。1984年，美国总统罗纳德·里根停止对联合国教科文组织的资助，英国和新加坡也紧随其后。1992年至1996年在任的联合国秘书长布特罗斯·布特罗斯-加利对秘书处进行改革，在一定程度上精简了组织的规模。他的继任者科菲·安南（1997年—2006年在任）面对美国撤资的威胁进行进一步的管理改革。
20世纪90年代末和21世纪初，联合国授权的国际介入形式多样。联合国在塞拉利昂的任务得到英国皇家海军陆战队的支持，而对阿富汗的入侵则由北约领衔。2003年，在安理会决议未能通过授权的情况下，美国仍然入侵伊拉克，新一轮的对联合国是否有效的争论就此展开。在秘书长潘基文任下，联合国维和行动介入苏丹的达尔富尔冲突和刚果民主共和国的基伍冲突，并派出观察员和化学武器核查人员前往叙利亚内战。2013年，对联合国于2009年在斯里兰卡内战末期的行动的内部审查表明，该组织遭遇“系统性的失败”。在2010年海地地震中，有101名联合国人员殉職，这是联合国历史上最为惨痛的损失。

## 机构体系
联合国系统建立于五大机构之上——大会、安全理事会、经济及社会理事会（ECOSOC）、秘书处以及国际法院。第六个机构托管理事会在1994年最后一块托管领土帕劳独立之后已经停止运作。
五大机构中的四个都将总部设于纽约的联合国总部。国际法院的总部位于海牙，而其他专门机构的总部设在联合国驻日内瓦、维也纳和内罗毕的办事处，剩余的联合国实体则分布在全球各地。联合国用于政府间会议和文件的六大语文分别为阿拉伯文、中文、英文、法文、俄文和西班牙文。根据《联合国特权和豁免公约》，联合国及其机构在其进行运作的国家具有外交豁免权，由此保障联合国对东道国及成员国的公平公正。
下列六个主要机构，如琳达·法苏洛所说，是一个“各种实体和组织的奇妙结合，而他们有一些甚至比联合国本身还要老，并几乎完全独立于联合国进行运作。”这其中还包括专门机构、研究和培训机构、项目和基金以及其他联合国实体。
| 联合国大会 - 联合国成员国的合議性團體- | | 联合国秘书处 - 联合国的行政机构 -                                                                             |  | 国际法院 - 国际法的法院- |  |  |
| 联合国大会厅 | 联合国总部 | 国际法院 |  |                          |  |  |
| - 可以向成员国决议非强制性建议，或向联合国安理会提建议 - 根据联合国安理会提议吸收新成员 - 審查预算 - 选举联合国安理会成员国、联合国经社理事会成员、根据安理会提议选举联合国秘书长、国际法院法官 - 一国一票。 | - 行政支持其他联合国机关，例如组织会议、撰写报告与研究以及准备预算案 - 行政首長为联合国秘书长，由联合国大会选举，任期五年，可連任一次，是联合国實際上的領導人。 | - 解决国与国之间争端，做出裁决及提供司法建议 - 15名法官由联合国大会选举，任期九年。以相对多数为原则进行裁决。 |  |                          |  |  |
| | | |  |                          |  |  |
| 联合国安全理事会 - 国际安全问题 - | 联合国经济及社会理事会 - 国际经济和社会问题 - | 聯合國託管理事會 - 管理托管地（暂停） -                                                                       |  |                          |  |  |
| 联合国安全理事会 | 联合国经济及社会理事会 | 联合国托管理事会                                                                                              |  |                          |  |  |
| - 负责世界和平与安全 - 发表强制性决议 - 决定维和、禁運等 - 15个成员：5个具有否决权的永久成员及10个选举成员。                                                                                                 | - 负责国与国之间经济和社会领域的合作 - 协调联合国专门机构之间的合作 - 54个成员，由联合国大会选举，任期三年。                                                    | - 原先负责管理前國際聯盟託管地 - 在其最后一个托管地（帕劳）于1994年获得独立之后停止运作。                     |  |                          |  |  |

### 大会

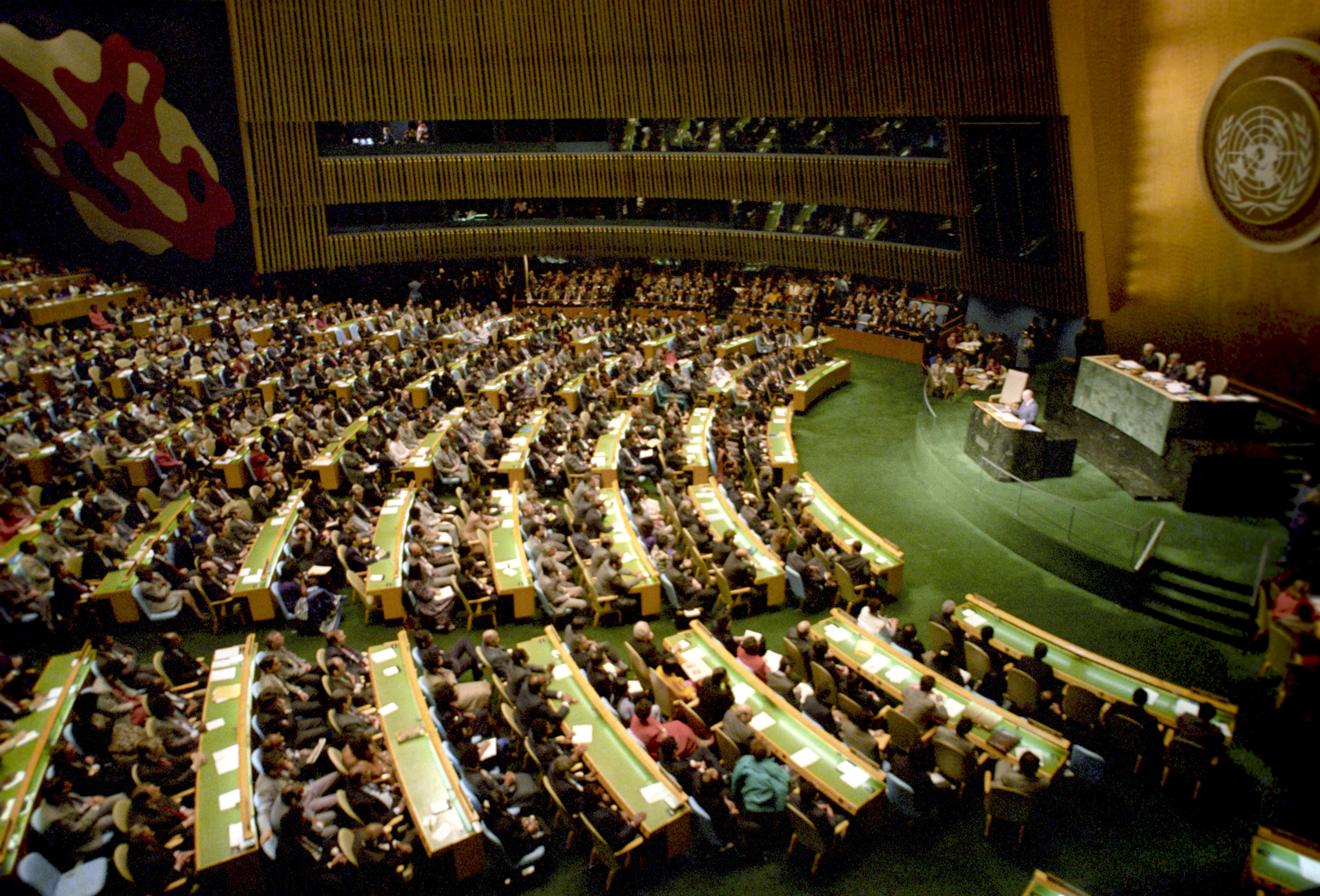
苏联领导人米哈伊尔·谢尔盖耶维奇·戈尔巴乔夫于1988年12月在联合国大会上发言

联合国大会是联合国的主要合议性团体，包括联合国的所有会员国，每年定期举行会议，但紧急会议亦可以召开。大会由一位主席（由成员国中产生，根据区域进行轮换）和21位副主席主持。第一次会议于1946年1月10日在伦敦西敏卫理公会中央礼堂召开，有51个国家的代表参会。
大会对于重要问题的投票需要到场且投票的三分之二多数才能通过。重要问题的例子包括关于和平和安全的建议、主要机构的选举、接纳、暂停和开除会员，以及预算事宜。其他问题则由简单多数决定，每个国家只有一票。除预算事项外，通过的决议对于会员没有约束力。大会可以对联合国范围内的一切事项提出建议，但关于和平和安全的事项则属安全理事会考量。
决议草案由八个委员会进行讨论之后交付大会审议。这八个委员会分别是：
- 总务委员会 – 监督委员会，由大会主席、副主席和委员会主席组成
- 全权证书委员会 – 负责确定各会员国代表的全权证书
- 第一委员会（裁军与国际安全）
- 第二委员会（经济和金融）
- 第三委员会（社会、人道主义和文化）
- 第四委员会（特殊政治和非殖民化）
- 第五委员会（行政和预算）
- 第六委员会（法务）

### 安全理事会
安全理事会的职责是维护国家之间的和平与安全。联合国的其他主要机构只有对会员国提出“建议”的权利，而安理会则有权提出具有强制性的决议，在宪章第二十五条规定下，会员国必须接受并履行。
安理会由15个会员国组成，其中包括5个常任理事国（中国、美国、英国、法国、俄罗斯）和以及10个非常任理事国。其中五个常任理事国对于安理会决议具有否决权，因此常任理事国能够阻止通过安理会决议，但无法阻止讨论。十个非常任理事国任期两年，根据地域分配原则由大会从成员国中选出。安理会的主席每个月根据英文字母顺序进行轮换。

### 秘书处
联合国秘书处由秘书长主持，由来自全球的公务人员协助运作。它为联合国机构召开的会议提供研究、信息和设施，并根据安理会、大会、经社理事会和其他机构的指示进行工作。

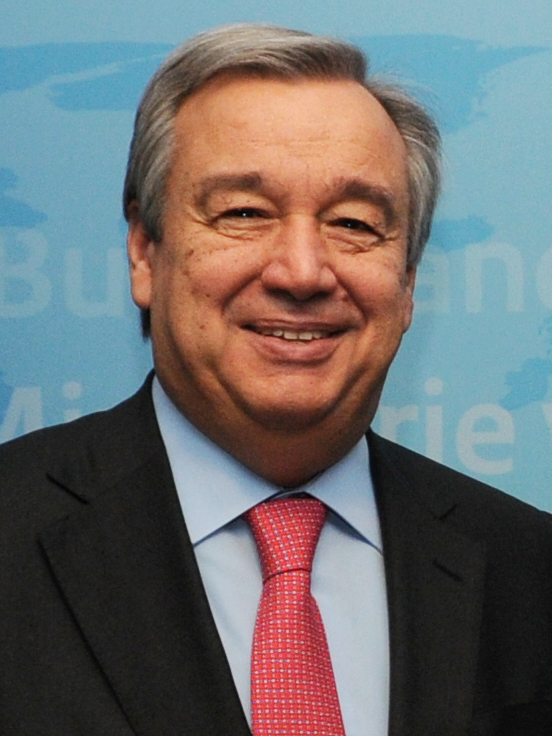
现任秘书长安东尼奥·古特雷斯

秘书长是联合国的发言人和领导人。根据联合国宪章，这一职位是这一组织的“行政首长”。宪章第九十九条规定秘书长可将“其认为可能威胁国际和平及安全之任何事件”提请安理会注意，特吕格韦·赖伊之后的秘书长将之解读为为这一职位提供了在全球范围推动行动的机会。秘书长一职已经发展成为联合国管理者和会员国间争端及国际问题的调停者两项职责的结合。
秘书长在安理会（具有否决权）进行推荐之后由大会进行任命。这一职责没有具体的要求，但如今已形成惯例应有一至两个五年任期，应根据地区轮转任命，且不应来自安理会五大常任理事国。现任秘书长为安东尼奥·古特雷斯，他在2017年接替了潘基文。
| 任次 | 姓名                     | 國籍   | 就任           | 卸任           | 注释     |
| ---- | ------------------------ | ------ | -------------- | -------------- | -------- |
| 1    | 特吕格韦·赖伊            | 挪威   | 1946年2月2日   | 1952年11月10日 | 辞职     |
| 2    | 达格·哈马舍尔德          | 瑞典   | 1953年4月10日  | 1961年9月18日  | 任內殉職 |
| 3    | 吴丹                     | 緬甸   | 1961年11月30日 | 1971年12月31日 |          |
| 4    | 库尔特·瓦尔德海姆        | 奥地利 | 1972年1月1日   | 1981年12月31日 |          |
| 5    | 哈维尔·佩雷斯·德奎利亚尔 | 秘魯   | 1982年1月1日   | 1991年12月31日 |          |
| 6    | 布特羅斯·布特羅斯-加利   | 埃及   | 1992年1月1日   | 1996年12月31日 |          |
| 7    | 科菲·安南                |        | 1997年1月1日   | 2006年12月31日 |          |
| 8    | 潘基文                   |        | 2007年1月1日   | 2016年12月31日 |          |
| 9    | 安东尼奥·古特雷斯        | 葡萄牙 | 2017年1月1日   | 现任           |          |

### 国际法院
国际法院（ICJ）位于荷兰海牙，是联合国的主要司法机构，于1945年根据联合国宪章建立起来，并在1946年作为常设国际法院的继承者开始运行。国际法院由15名法官组成，法官任期9年，由大会任命，必须来自不同的国家。
国际法院的所在地是海牙的和平宫，与海牙国际法学院（私立国际法研究中心）共享一座建筑。它的主要目的是对国家之间的争端进行裁决。法院开庭审理过战争罪行、非法国家干涉、种族清洗以及其他一些事宜。其他联合国机构可以请求国际法院提供司法建议。

### 经济及社会理事会
联合国经济及社会理事会（ECOSOC）在推动国际经济和社会合作及发展方面对大会进行协助。经社理事会有54个成员国，由大会选出，任期三年。主席同样选举产生，任期一年，来自经社理事会中中等或较小的成员国。理事会每年7月召开一次会议，会议地点在纽约或是日内瓦。它的主要职责是收集信息、为会员国提供建议，与专门机构进行协调并提供建议。由于协调机构的职责较为宽泛，因此经社理事会时常被批评为不够集中及无关痛痒。
经社理事会的下属机构包括联合国土著问题常设论坛（为联合国机构就原住民问题提供建议）、联合国森林论坛（协调和推广可持续森林管理）、联合国统计委员会（协调各机构间的信息收集）以及可持续发展委员会（协调联合国机构及非政府组织推动可持续发展）。经社理事会同时还为非政府组织提供顾问权，至2004年，已经有超过2,200个组织获得了顾问地位。

### 专门机构
联合国宪章规定，联合国的主要机构可建立专门机构以履行其职责。最为人所知的机构包括国际原子能机构、粮食及农业组织、联合国儿童基金会、世界银行以及世界卫生组织等。联合国通过这些机构进行大部分的人道主义工作，其中包括大规模疫苗项目（通过WHO）來为全球人类消除疾病，提高全球的健康水平、防止饥荒和营养不良（通过WFP）、改善全球儿童的健康和生活质素（通过UNICEF）、以及保护难民（如联合国难民署）等。
| 序号 | 简称 | 机构               | 总部           | 领导人                         | 建立时间         |
| ---- | ---- | ------------------ | -------------- | ------------------------------ | ---------------- |
| 1    |      | 粮食及农业组织     | 義大利罗马     | 屈冬玉                         | 1945年           |
| 2    |      | 国际民航组织       | 加拿大蒙特利尔 | 胡安·卡洛斯·萨拉萨尔·戈梅兹    | 1947年           |
| 3    |      | 国际农业发展基金   | 義大利罗马     | 阿尔瓦罗·拉里奥                | 1977年           |
| 4    |      | 国际劳工组织       | 瑞士日内瓦     | 吉伯特·洪博                    | 1946年（1919年） |
| 5    |      | 国际海事组织       | 英国伦敦       | 阿森尼奧·多明格斯              | 1948年           |
| 6    |      | 国际货币基金组织   | 美国华盛顿     | 克里斯塔利娜·格奧爾基耶娃      | 1945年（1944年） |
| 7    |      | 国际电信联盟       | 瑞士日内瓦     | 多琳·博格丹·马丁               | 1947年（1865年） |
| 8    |      | 联合国教科文组织   | 法國巴黎       | 奧德蕾·阿祖萊                  | 1946年           |
| 9    |      | 联合国工业发展组织 | 奥地利维也纳   | 蓋德·穆勒                      | 1967年           |
| 10   |      | 世界旅游组织       | 西班牙马德里   | 祖拉布·保羅利卡什維利          | 1974年           |
| 11   |      | 万国邮政联盟       | 瑞士伯尔尼     | 目時政彦                       | 1947年（1874年） |
| 12   |      | 世界银行集团       | 美国华盛顿     | 彭安杰                         | 1945年（1944年） |
| 13   |      | 世界卫生组织       | 瑞士日内瓦     | 譚德塞                         | 1948年           |
| 14   |      | 世界知识产权组织   | 瑞士日内瓦     | 鄧鴻森                         | 1974年           |
| 15   |      | 世界气象组织       | 瑞士日内瓦     | 塞莱丝特·绍洛/ 阿卜杜拉·曼多斯 | 1950年（1873年） |

## 办事范围
联合国和联合国系统在各地设有办事處，以联合国办事范围分區，共五大區：非洲地区、美洲地区、亚洲及太平洋地区、欧洲及中亚地区和中东地区：
- 非洲：在非洲联合国的两个主要活动中心是肯尼亚的内罗毕和埃塞俄比亚的亚的斯亚贝巴。联合国系统的許多單位也设立了区域和国家办事处。
- 美洲：北美地区的活动中心纽约是联合国总部所在地。在南美地区的活动中心智利圣地亚哥是联合国拉丁美洲和加勒比经济委员会所在。
- 亚洲和太平洋地区：在亚洲和太平洋地区的活动中心泰国曼谷是联合国亚洲及太平洋经济社会委员会所在地。
- 欧洲和中亚：主要活动中心分别是瑞士日内瓦和奥地利维也纳。兩地都有联合国办事处（日内瓦办事处及维也纳办事处），日內瓦則是欧洲经济委员会（欧洲经委会）所在地。
- 中东：主要活动中心黎巴嫩贝鲁特是西亚经济社会委员会（西亚经社会）的总部所在地。

## 会员

联合国会员国加入时间动画。西撒哈拉控制权受争议；聯合國認定科索沃屬於塞尔维亚领土；聯合國2758號決議之前，中國之代表权属中華民國，決議通過后由中华人民共和国承继。

2011年7月14日南苏丹加入之后，目前联合国总共有193个会员国，包括除梵蒂冈之外所有未受争议的独立国家。
联合国宪章中对会员国做出了规定：

1. 凡其他爱好和平之国家，接受本宪章所载之义务，经本组织认为确能并愿意履行该项义务者，得为联合国会员国。
2. 准许上述国家为联合国会员国，将由大会经安全理事会之推荐以决议行之。
——第二章第四条

此外，联合国大会中还有两个非会员观察员国家：圣座（对梵蒂冈拥有主权）和巴勒斯坦国。库克群岛和纽埃两国皆是同新西兰自由联合的国家，是多个联合国专门机构的正式会员，秘书处承认它们的“完全缔约能力”。

### 七十七国集团
联合国中的七十七国集团是一个发展中国家的松散联合，目标是促进其成员的共同经济利益和提升在联合国中的集体谈判能力。该集团最初由七十七个国家创立，但截至2013年11月其成员国数量已经扩展至133个。1964年6月15日，在联合国贸易和发展会议上发表了《七十七国联合宣言》，正式宣布集团成立。1967年七十七国集团在阿尔及尔召开第一次重要会议，采纳了阿尔及尔宪章并建立了永久的制度基础。

## 语文
聯合國共有六種工作语文，分別為阿拉伯文（以古蘭經為基準）、中文（普通話、簡體中文）、英文（牛津拼写之英国英语）、法文、俄文和西班牙文。聯合國大會1973年將阿拉伯语列入工作語文。秘書處則使用英文和法文兩種語文為工作语文。西班牙文和阿拉伯文則是除常任理事國外使用國家數最多的語文（阿拉伯語是26國的官方語言，西班牙語是20國的官方語言）。聯合國創建後，1946年決議官方語文共有五種，在1973年增加了阿拉伯文。
聯合國新聞部為聯合國六種正式語文分別建立了語文日，慶祝多種語言和文化多樣性，並促進六種正式語文在聯合國的平等使用。每年，3月20日是聯合國法文日，4月20日是聯合國中文日，4月23日是聯合國英文日和聯合國西班牙文日，6月6日是聯合國俄語日，12月18日是聯合國阿拉伯文日。

## 經費
| 會員國       | 贡献 （占联合国预算的百分比） |
| ------------ | ----------------------------- |
| 美国         | 22.000                        |
| 中国         | 12.005                        |
| 日本         | 8.564                         |
| 德国         | 6.090                         |
| 联合王国     | 4.567                         |
| 法國         | 4.427                         |
| 義大利       | 3.307                         |
| 巴西         | 2.948                         |
| 加拿大       | 2.734                         |
| 俄羅斯       | 2.405                         |
|              | 2.267                         |
|              | 2.210                         |
| 西班牙       | 2.146                         |
| 土耳其       | 1.371                         |
| 荷蘭         | 1.356                         |
| 墨西哥       | 1.292                         |
| 沙烏地阿拉伯 | 1.172                         |
| 瑞士         | 1.151                         |
| 阿根廷       | 0.915                         |
| 瑞典         | 0.906                         |
| 印度         | 0.834                         |
| 比利时       | 0.821                         |
| 波蘭         | 0.802                         |
| 阿尔及利亚   | 0.788                         |
| 挪威         | 0.754                         |

聯合國機構通過成員國的會費與捐款這兩種方式取得經費。聯合國及其機構兩年一度的財政預算來自各成員國的會費。聯合國大會審查聯合國的經費，並確定各國應付的會費款額。各國的會費主要是依照各國的經濟實力以及其他一些因素來決定的。會費由經常性預算、維和費用和國際法院費用三部分組成。聯合國的特別專案不在常規經費預算之內，這些專案是通過成員國的捐款來運作的。捐款的很大部分是為所需要國家提供農產品，但主要還是資金的支援。
聯合國大會確立的原則是，聯合國不應該在經費上過度倚賴任何國家。為此每財政年度聯合國的會費設有“封頂”價格，規定各成員國所付會費的最高價。2000年協定的部分規定，單個會員國的會費佔經常性財政預算最高額度從原先的25%降低到22%，目前這是美國承擔的經費額度，而其他所有成員國的會費則更低，下限為0．001％。聯合國會費繳納比例每三年修改一次，會費比額編制方法的製定依據支付能力、同時給予人均國民收入低的國家適當寬減的原則。2010年至2012年，每年的會費總額約25億美元。
联合国宪章第十九条规定：凡拖欠本组织财政款项之会员国，其拖欠数目如等于或超过前两年所应缴纳之数目时，即丧失其在大会投票权。大会如认拖欠原因，确由于该会员国无法控制之情形者，得准许该会员国投票。例如2022年1月初伊朗、委内瑞拉、苏丹及其它5国家就因拖欠聯合國會費暂被取消在联合国大会上的投票资格。
自聯合國成立以來，美國是向聯合國提供最多經費的國家，同時也是拖欠會費次數最多、金額最大的國家。截至2014年9月底，美國拖欠聯合國會費8億美元、維和預算3.37億美元。
近年來比較明顯的變化有：日本的會費比額從2000年的19.4%降為2013年的10.833%；中國則從2000年的0.995%上升為2013年的5.148%（2013年繳納約1億3119萬美元）。
2011年11月1日，巴勒斯坦獲准加入聯合國教科文組織，作爲對此事的回應，美國、以色列中止向聯合國教科文組織繳納會費。2013年11月9日，美國、以色列等5個國家因為拖欠聯合國教科文組織會費，喪失了在聯合國教科文組織的投票權。

## 任務

### 裁軍與軍控
1945年的《聯合國憲章》明確規定，裁軍與維持和平是聯合國的重要工作任務之一。但是在《憲章》簽署後僅幾個星期，核武器就被開發出來，從而改變了舊有的裁軍與軍控概念。事實上，聯合國大會第一次會議（1946年1月24日召開）所通過的第一個決議就是有關原子能和平利用的。
裁軍會議是國際社會為多邊談判軍控與裁軍協定的唯一論壇，裁軍會議目前有66個成員國，包括五個主要核大國中國、法國、俄羅斯、英國、美國。雖然裁軍會議並不是聯合國的正式機構，聯合國秘書長向裁軍會議派出私人代表，這名代表是裁軍會議的秘書長。聯合國大會通過的決議往往要求裁軍會議討論特定的裁軍議題，而裁軍會議每年也向聯合國大會彙報工作情況。

### 人權

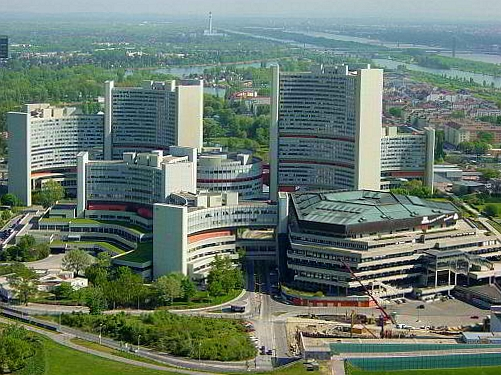
位於維也納的聯合國機構大廈

創立聯合國的另一個目的就是維護人權。第二次世界大戰中所發生的慘無人道的大屠殺與種族滅絕令國際社會認識到，新的國際組織必須防止在未來發生類似的事件。早期的目標是建立一個法律框架，以討論並回應有關侵犯人權方面的投訴。
《聯合國憲章》要求其成員國尊重人權，並應為維護人權採取聯合或單獨行動。《世界人權宣言》1948年被聯合國大會確認為是世界各國應該遵守的人權標準。聯合國大會也經常就人權問題進行討論。大會下屬的聯合國人權理事會是聯合國內的人權機構，主要就人權問題進行調查並提供協助。

## 貢獻
聯合國及其各機構在堅持與貫徹《世界人權宣言》的宗旨方面起到中心作用。聯合國為一些過渡到民主政體的國家提供協助，包括監督與協助開展自由公平的選舉、提高司法系統的品質、起草憲法、訓練人權官員。聯合國機構為全球的民主化作出了巨大貢獻。
聯合國也支持婦女權益的提高。聯合國組織從1985年起開始出現性別主流化的主張，用意之一就是鼓勵婦女積極參加所在國家的政治、經濟與社會生活。
2005年12月20日，聯合國大會和安理會同意設立一個新的機構“聯合國和平建設委員會”，以協助剛剛擺脫戰亂的國家避免再度陷入衝突。
2006年3月9日，聯合國舉行儀式，正式啟動中央緊急應對基金，為聯合國在自然災害發生後立即開展救援活動提供了資金保證。

## 爭議
聯合國建立的初衷是維護世界和平，並且實行的是大國一致前提下的民主原則，使五個常任理事國擁有一票否決權，但亦因此有些人對此模式表示異議。時任秘書長潘基文表示認為聯合國應該是中立的說法為錯誤，聯合國定義應是扮演公正的機構而非中立的機構，對於錯誤的事情就應該指責，而正確的事情就應該支持，不依對象是誰而有不同標準。
2018年7月，52歲的美國內城新聞記者馬修·羅素·李因積極揭發聯合國內部醜聞，其辦公室及常駐身份均先後被撤銷。到了8月被聯合國永久禁止採訪。成為有史以來第一位被聯合國全面封殺的記者。

### 軍事制裁
冷戰結束之後，聯合國開始在國際安全、維持和平等方面扮演較為積極的角色；近年來維持和平任務（簡稱「維和」）的派遣頻率以及規模不斷突破歷史新高，相關費用也已成為該組織財務支出的最大宗。然而受限於「國家」仍為國際舞臺上最主要行為者的現實環境，聯合國對於強國的行為仍無力約束，一些與強國利益沒有直接相關的事務，也難以動員各國參與落實聯合國的決議。
例如：1990年代在盧旺達，以及2007年蘇丹南部發生的種族屠殺慘案，聯合國均無法做出立即而有效的處置。2003年美國繞開聯合國的議事程式，片面決定出兵攻打伊拉克，嚴重威脅聯合國權威，但是安理會只能事後追認。2006年以色列軍隊進攻黎巴嫩南部，原駐該地的維和部隊未能發揮作用，安理會通過決議要求停火，亦未能立即落實。對於印度、巴基斯坦、北韓等國家進行核武試爆的行為，安理會均決議反對，但是印度、巴基斯坦還是事實上擁有核武器的國家。2009年以色列軍隊進攻巴勒斯坦加薩地區，並攻擊聯合國該駐地設施與人員，安理會亦未能立即而有效的處置。

### 否決權
部分人士認為大國所擁有的否決權有可能被濫用。例如在冷戰時期，美國和蘇聯之間的政治衝突，以及近年來許多國際事件在歐美與中俄的立場迥異，動用否決權的使用上，即表現得十分明顯。特別是在安理會中，五大常任理事國享有的否決權，被美國和蘇聯多次運用。

## 改革

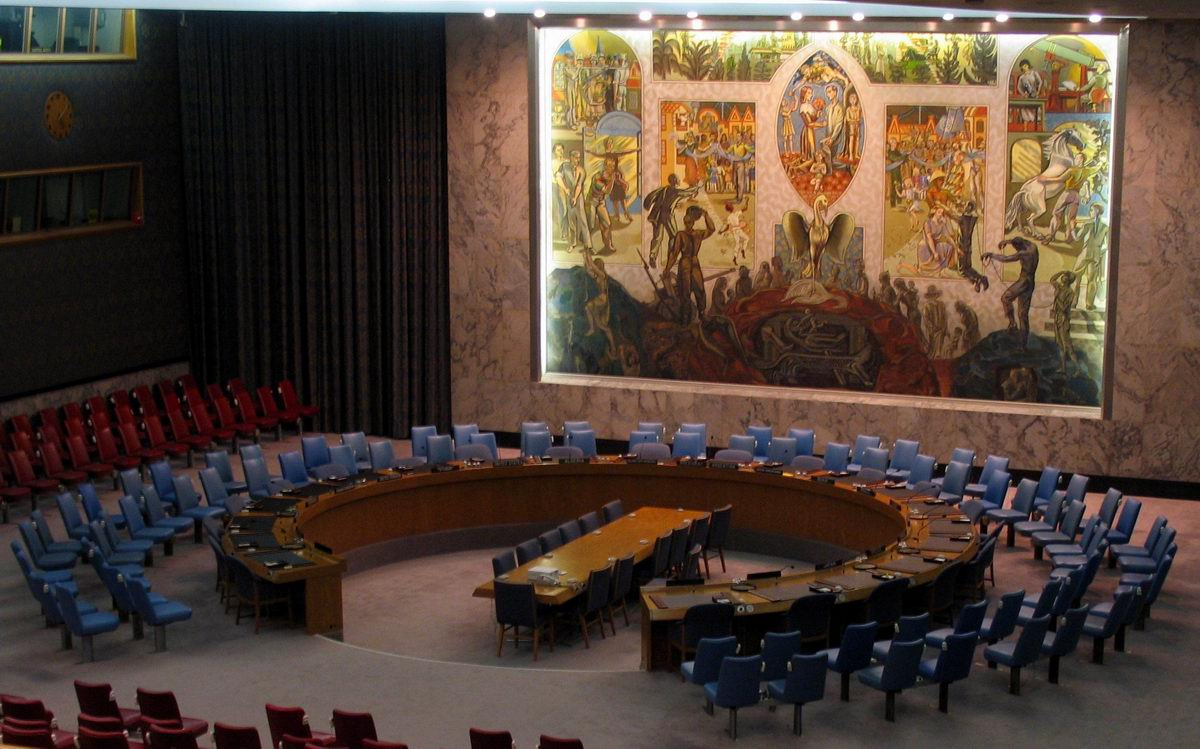
聯合國安全理事會會議廳

爭取成為常任理事國的四國聯盟

近年來改革聯合國的呼聲日益高漲，但是具體聯合國需要改革的地方依然沒有獲得共識。無論是那些希望聯合國發揮更大作用的人，還是希望聯合國只是提供人道援助的人，都宣稱聯合國應當“改革”，但是他們所希望看到的改革實質卻是很不同的。

### 安全理事會改組
聯合國機構改革中最常被提到及論替的就是擴大安理會常任理事國的席位。
聯合國安理會常任理事國英國、蘇聯、法國、美國、中國五大常任理事國是1945年聯合國成立之初時设立的。有声音认为其反映的是第二次世界大戰的勝負結果，以及戰後分配的世界權力格局，與今日的世界局勢已有一定差异。
日本、德國、印度和巴西明確表態共同尋求成為安理會常任理事國，但因各自面臨來自不同方面的反對聲音，而未能如願；後來上述各國遂恢復獨力運作爭取的策略。
主要的改革提議，或者強調應透過擴大成員國集團來改善安理會的代表性，或者調整常任理事國結構以反映今日的國際政經實力。例如主張應讓更多位在發展中國家成為常任理事國，如印度、巴西等，或者新加入「不具備否決權的常任理事國」的國家，如日本、德國等。由於安理會改革涉及錯綜複雜的國際關係，並且極可能有損現有常任理事國的大國分配利益，無論何種方案均有相當程度的反對意見以及窒礙難行之處，未來很長一段時間內很難達到共識。

### 大會投票權
此外有声音主張改革投票權，原因是目前大會按國家作單位，每個國家擁有一票，變相小國享有否決權，大小國家票值不相等。小國集團（Accountability, Coherence, and Transparency, ACT）則堅持將改革重點放在安理會工作方法上，包括改革維持和平行動、加強問責、透明和一致性，加強國際刑事法院與安理會關系，不對種族清洗罪、戰爭罪和反人類罪使用否決權，以及加強區域組織、制裁機制和預防機制的作用等。
2009年2月聯大決定啟動有關安理會改革的政府間談判，但關於安理會改革的談判“文本”。但一些國家則認為，所謂“文本”只是一個對目前各種方案的歸納，包含了各種有爭議的建議，且也沒得到所有會員國的認同。

### 總部所在地改革
2019年起陸續發生川普政府不向俄羅斯、伊朗代表團部分成員發出入境簽證，讓其無法在聯合國會議出席，俄國和其盟友在聯合國一般辯論會議提出是時候考慮遷出聯合國總部大樓到一個更沒有爭議的國家了，其表示美國似乎誤解了許多事情和誤以為自己有某種不存在的權力，聯合國所在地是國際領土，美國無權審查誰能否來開會的資格，任何國家的代表團中任何一個人只要想來開會就能來，不需要美國的同意。
美方說法是一些人簽證沒有如期發放為技術原因，俄罗斯外交部发言人扎哈罗娃表示此種說法「非常可笑」似乎貶低了世上所有人的智商。伊朗在會上發言表示聯合總部可以搬到一個更好的国家。其實聯合國搬遷問題在歷史上諸多事件中都曾被提及，屬於一個長期存在議題。

## 流行文化

### 相關電影
- 漫威電影宇宙：總部位於奧地利維也納
  - 美國隊長3：英雄內戰（2016年）：在舉辦研討會上突然發生爆炸襲擊，造成瓦干達國王帝查卡（英语：T'Chaka）的死亡。
  - 黑豹（2018年）：片尾出現（帝查拉在羅斯協助之下召開會議，揭露瓦干達的實力並將王國正式對外開放。）
- 流浪地球系列电影
  - 《流浪地球2》（2023年）：總部位於美國紐約，为应对2078年太陽氦閃危機，因此改组为地球联合政府（United Earth Government，简称UEG）[註 6]，並提出数十种危机计划。

### 引用
1. (PDF).   [2009-06-18]. （原始内容存档 (PDF)于2015-03-19）. The designations employed and the presentation of material on this map do not imply the expression of any opinion whatsoever on the part of the Secretariat of the United Nations concerning the legal status of any country.
2. ↑   (PDF).   [2009-06-18]. （原始内容存档 (PDF)于2015-03-19）. The designations employed and the presentation of material on this map do not imply the expression of any opinion whatsoever on the part of the Secretariat of the United Nations concerning the legal status of any country.
3. ↑  . www.un.org.   [2015-09-21]. （原始内容存档于2015-07-12）.
4. ↑  . 聯合國官方網站.   [2010-12-05]. （原始内容存档于2010-07-26）.
5. ↑  Nations, United. . United Nations.   [2022-03-13]. （原始内容存档于2022-06-23） （中文（简体））.
6. ↑  Kennedy, p. 5
7. ↑  Kennedy, p. 8
8. ↑  Kennedy, p. 10
9. ↑  Kennedy, pp. 13–24
10. ↑  Manchester and Reid, p. 461
11. ↑  Hoopes, Townsend, and Douglas Brinkley. FDR and the Creation of the U.N. New Haven: Yale University Press, 1997. ISBN 978-0-300-06930-3.
12. 1 2 3 4 5 6 7 8  . Department of Public Information, United Nations.   [2013-11-22]. （原始内容存档于2012-01-11）.
13. ↑  Grant, pp. 25–26
14. ↑  . Ministry of Foreign Affairs of the Republic of Poland.   [2013-11-29]. （原始内容存档于2013-12-03）.
15. ↑  Fomerand, pp. 149–151
16. ↑  Meisler, p. 35
17. ↑  Meisler, pp. 58–59
18. ↑  Meisler, pp. 51–54
19. ↑  Meisler, p. 114
20. ↑  Meisler, pp. 115–134
21. ↑  See Meisler, p. 76; Kennedy, p. 60; Fasulo, pp. 17, 20
22. ↑  Meisler, pp. 127–28, 134
23. ↑  Meisler, pp. 156–57
24. ↑  Meisler, pp. 195–97
25. ↑  Meisler, pp. 208–10
26. ↑  Meisler, pp. 204–26, 213, 220–21
27. ↑  Meisler, pp. 167–68, 224–25
28. ↑  Meisler, p. 286
29. ↑  Fasulo, p. 43; Meisler, p. 334
30. ↑  Renner, Michael.  (PDF). Global Policy Forum (pdf).   [2014-04-07]. （原始内容存档 (PDF)于2017-03-30）.
31. ↑  Meisler, pp. 252–56
32. ↑  Meisler, pp. 264–77
33. ↑  Meisler, p. 334
34. ↑  Kennedy, pp. 66–67
35. ↑  For quotation "worldwide ridicule", see Meisler, p. 293; for description of UN missions in Somalia and Bosnia, see Meisler, pp. 312–29.
36. ↑  Kennedy, p. 104
37. ↑  Meisler, pp. 226–227
38. ↑  Meisler, pp. 234–37
39. ↑  Lewis, Paul. . New York Times. 1996-08-06  [2014-01-06]. （原始内容存档于2014-03-27）.
40. ↑  Meisler, pp. 285–86
41. 1 2  . New Straits Times. 1998-01-16  [2013-11-05]. （原始内容存档于2015-09-06）.
42. ↑  Kennedy, pp. 110–11
43. ↑  Kennedy, p. 111
44. ↑  Smith-Spark, Laura. . CNN. 2013-10-08  [2013-11-18]. （原始内容存档于2013-12-02）.
45. ↑  . FirstPost. Press Trust of India. 2013-09-25  [2013-11-05]. （原始内容存档于2013-10-30）.
46. ↑  Fasulo, pp. 3–4
47. ↑  Fasulo, p. 8
48. ↑  . United Nations. 2011  [2011-08-25]. （原始内容存档于2010-09-24）.
49. ↑  . United Nations Office at Geneva.   [2013-11-06]. （原始内容存档于2013-10-30）.
50. ↑  . United Nations Office at Vienna.   [2013-11-06]. （原始内容存档于2013-11-05）.
51. ↑  . United Nations Office at Nairobi.   [2013-11-06]. （原始内容存档于2011-02-25）.
52. 1 2  . 聯合國.   [2013-10-08]. （原始内容存档于2013-09-18）.
53. ↑  . Diplomaticlaw.com. 2009-03-23  [2010-04-27]. （原始内容存档于2012-06-28）.
54. ↑  Fasulo, p. 4
55. ↑  Fasulo, pp. 4–7
56. ↑  聯合國憲章 - 第三章 机构
57. 1 2  Fomerand, pp. 131–33
58. ↑  Fasulo, pp. 69–70
59. ↑  . United Nations.   [2013-12-04]. （原始内容存档于2012-01-13）. "Decisions of the General Assembly on important questions shall be made by a two-thirds majority of the members present and voting. These questions shall include: recommendations with respect to the maintenance of international peace and security, the election of the non-permanent members of the Security Council, the election of the members of the Economic and Social Council, the election of members of the Trusteeship Council in accordance with paragraph 1 c of Article 86 of the Charter, the admission of new Members to the United Nations, the suspension of the rights and privileges of membership, the expulsion of Members, questions relating to the operation of the trusteeship system, and budgetary questions."
60. ↑  Fasulo, pp. 70–73
61. ↑  Fasulo, pp. 40–41
62. ↑  . United Nations.   [2013-11-06]. （原始内容存档于2013-10-12）.
63. ↑  Fasulo, p. 21
64. ↑  Fomerand, p. 285
65. ↑  . United Nations.   [2013-11-18]. （原始内容存档于2013-12-08）.
66. ↑  Meisler, pp. 31–32
67. ↑  Kennedy, pp. 59–62
68. ↑  . United Nations.   [2013-11-18]. （原始内容存档于2016-04-15）.
69. ↑   (PDF). UNA-USA.   [2007-09-30]. （原始内容 (PDF)存档于2007-10-25）.
70. ↑  . United Nations.   [2013-11-06]. （原始内容存档于2013-10-17）.
71. 1 2  Fomerand, p. 183
72. ↑  Fasulo, pp. 100–01
73. ↑  . International Court of Justice.   [2007-05-17]. （原始内容存档于2007-12-14）.
74. 1 2 3  Fomerand, pp. 103–04
75. ↑  . ECOSOC.   [2013-11-05]. （原始内容存档于2013-10-31）.
76. ↑  Fasulo, pp. 153–55
77. ↑  Fasulo, p. 156
78. ↑  Fasulo, pp. 171–77
79. ↑  . www.un.org.   [2016-01-12]. （原始内容存档于2016-01-12）.
80. ↑  . United Nations. 2006-06-28  [2011-11-04]. （原始内容存档于2015-08-03）.
81. ↑  . United Nations.   [2013-11-22]. （原始内容存档于2009-04-17）.
82. ↑  . United Nations.   [2013-11-21]. （原始内容存档于2011-09-26）.
83. ↑  . United Nations.   [2013-11-23]. （原始内容存档于2009-05-09）.
84. ↑   (PDF). United Nations: 10.   [2013-11-23]. （原始内容 (PDF)存档于2013-10-19）.
85. ↑  .   [2013-11-07]. （原始内容存档于2012-06-06）.
86. ↑  . Group of 77.   [2013-11-05]. （原始内容存档于2013-11-12）.
87. ↑  . ask.un.org.   [2016-02-07]. （原始内容存档于2016-02-05）.
88. ↑  . undocs.org.   [2019-03-11]. （原始内容存档于2022-01-23）.
89. ↑  .   [2015-07-27]. （原始内容存档于2015-05-10）.
90. ↑  .   [2022-01-15]. （原始内容存档于2022-06-23）.
91. ↑  .   [2015-07-27]. （原始内容存档于2014-10-11）.
92. ↑  .   [2015-07-27]. （原始内容存档于2017-03-18）.
93. ↑  . www.chinareviewnews.com.   [2013-07-01]. （原始内容存档于2013-10-04）.
94. ↑  .   [2014-10-11]. （原始内容存档于2014-10-18）.
95. ↑  .   [2019-11-25]. （原始内容存档于2019-06-11）.
96. ↑  .   [2015-07-27]. （原始内容存档于2017-03-18）.
97. ↑  gb.cri.cn. . gb.cri.cn.   [2013-11-18]. （原始内容存档于2014-10-05）.
98. ↑  .   [2005-12-21]. （原始内容存档于2005-12-24）.
99. ↑  .   [2006-03-10]. （原始内容存档于2006-05-11）.
100. ↑  刘一. . news.cntv.cn.   [2015-09-10]. （原始内容存档于2015-09-11）.
101. ↑  
.   [2019-03-11]. （原始内容存档于2022-04-12）.
102. ↑  1971年中华人民共和国取代中華民國在聯合國的席位及常任理事國。而俄罗斯联邦1991年取代蘇聯在聯合國的席位及常任理事國。
103. ↑  .   [2019-09-28]. （原始内容存档于2019-09-28）.
104. ↑  .   [2019-09-28]. （原始内容存档于2019-09-28）.
105. ↑  .   [2019-09-28]. （原始内容存档于2019-09-28）.
106. ↑  .   [2019-09-28]. （原始内容存档于2019-09-28）.
107. ↑  .   [2019-09-28]. （原始内容存档于2019-09-28）.
108. ↑  .   [2019-09-28]. （原始内容存档于2019-09-28）.
109. ↑  .   [2019-09-28]. （原始内容存档于2019-09-28）.
110. ↑  .   [2019-09-28]. （原始内容存档于2019-09-28）.

## 拓展阅读
- United Nations Intellectual History Project Book Series（页面存档备份，存于）. Indiana University Press.
- Lowe, Vaughan; Roberts, Adam; Welsh, Jennifer; and Zaum, Dominik, eds. (2010). The United Nations Security Council and War: The Evolution of Thought and Practice since 1945. Oxford: Oxford University Press.
- Roberts, Adam; and Kingsbury, Benedict, eds. (1993). United Nations, Divided World: The UN's Roles in International Relations. Oxford: Oxford University Press.
- Schlesinger, Stephen (2003). Act of Creation: The Founding of the United Nations. Boulder, CO: Westview Press.

## 外部連結
联合国官方网站
- 官方网站
- 联合国地方信息中心（UNRIC）（页面存档备份，存于）
- 联合国志愿者（页面存档备份，存于）

社交网站联合国官方账号
- 联合国的Facebook專頁
- 联合国的Instagram帳戶
- 联合国的新浪微博 （中文）
- 联合国的X（前Twitter）
- YouTube上的联合国頻道
- 联合国的哔哩哔哩个人空间

其他
- 英国联合国协会（页面存档备份，存于） – 联合国政策的独立权威
- 全球政策论坛（页面存档备份，存于） – 联合国问题的独立智库
- UN Watch（页面存档备份，存于） – 联合国活动观察NGO

| 先前组织： 国际联盟 | 国际维和组织（準世界政府）： 联合国 1946年4月20日 — 今 | 无后继组织： 现存 |